# 恐怖的人生
《恐怖的人生》（義大利語：Mondo cane oggi - L'orrore continua）是一部1985年的紀錄片，由史特爾維歐·馬西執導。
這部電影是《非人生活》和《非人生活續集》的续集，沿袭了殘酷紀錄片的风格。
1988年，史特爾維歐·馬西製作了續集《千奇百怪地球村》。

## 内容
实景拍摄的画面展示了性、殘害、毒品和死亡等场景，旨在完整传达现实，留给观众自行判断。